# Hwang Jung-oh
Hwang Jung-oh (* 1. April 1958) ist ein ehemaliger südkoreanischer Judoka. Er war Olympiazweiter 1984 im Halbleichtgewicht.
Der 1,67 m große Hwang Jung-oh gewann bei den Asienmeisterschaften 1981 eine Bronzemedaille. Bei den Weltmeisterschaften 1981 in Maastricht besiegte er im Achtelfinale den Polen Janusz Pawłowski und im Viertelfinale den Italiener Sandro Rosato. Im Halbfinale unterlag er dem Japaner Katsuhiko Kashiwazaki, im Kampf um eine Bronzemedaille besiegte er den Franzosen Thierry Rey.
1984 erkämpfte Hwang wie 1981 eine Bronzemedaille bei den Asienmeisterschaften. Bei den Olympischen Spielen 1984 in Los Angeles bezwang er im Achtelfinale den Österreicher Josef Reiter und im Viertelfinale den Brasilianer Sergio Sano jeweils mit einer kleinen Wertung (koka). Das Halbfinale entschied Hwang durch eine Strafwertung gegen Sandro Rosati für sich. Im Finale unterlag er dem Japaner Yoshiyuki Matsuoka durch eine kleine Wertung (koka).